# Episodi di Elvira's Movie Macabre (terza stagione)
La terza stagione della serie televisiva Elvira's Movie Macabre è stata trasmessa in anteprima negli Stati Uniti d'America dall'emittente locale KHJ-TV dal 17 settembre 1983 al 26 agosto 1984
La serie è inedita in Italia.
| nº | Titolo originale              | Prima TV USA      |
| -- | ----------------------------- | ----------------- |
| 1  | They Came from Beyond Space   | 17 settembre 1983 |
| 2  | Blue Sunshine                 | 1° ottobre 1983   |
| 3  | Screamers                     | 29 ottobre 1983   |
| 4  | Willard                       | 5 novembre 1983   |
| 5  | The Time Travelers            | 12 novembre 1983  |
| 6  | Maneater of Hydra             | 20 novembre 1983  |
| 7  | They Came From Within         | 11 dicembre 1983  |
| 8  | Gamera: Super Monster         | 24 dicembre 1983  |
| 9  | New Year's Evil               | 31 dicembre 1983  |
| 10 | Homebodies                    | 28 gennaio 1984   |
| 11 | Dracula                       | 4 febbraio 1984   |
| 12 | Attack of the Killer Tomatoes | 3 marzo 1984      |
| 13 | Dr. Heckyl and Mr. Hype       | 17 marzo 1984     |
| 14 | Alien Contamination           | 24 marzo 1984     |
| 15 | Village of the Damned         | 14 aprile 1984    |
| 16 | Monstroid                     | 12 maggio 1984    |
| 17 | The Beast in the Cellar       | 19 maggio 1984    |
| 18 | The House of the Dead         | 26 maggio 1984    |
| 19 | Circus of Horrors             | 10 giugno 1984    |
| 20 | Pigs                          | 17 giugno 1984    |
| 21 | Schizoid                      | 24 giugno 1984    |
| 22 | The Godsend                   | 30 giugno 1984    |
| 23 | Blood Bath                    | 8 luglio 1984     |
| 24 | Kiss Daddy Goodbye            | 14 luglio 1984    |
| 25 | The Love War                  | 28 luglio 1984    |
| 26 | The Human Duplicators         | 5 agosto 1984     |
| 27 | Mark of the Devil             | 11 agosto 1984    |
| 28 | So Sad About Gloria           | 19 agosto 1984    |
| 29 | Night of the Zombies          | 26 agosto 1984    |